# Grupo fundamental

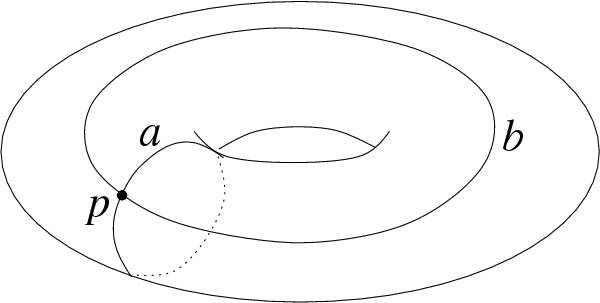
O grupo fundamental de um toro é gerado pelas duas curvas a e b.

O grupo fundamental é o primeiro dos grupos de homotopia. Este grupo mede a conectividade de um espaço topológico. Um espaço topológico com grupo fundamental trivial diz-se simplesmente conexo.

## Definição
Seja {\displaystyle X\,} um espaço topológico e {\displaystyle x\in X} um ponto. O grupo fundamental de {\displaystyle X\,} baseado em {\displaystyle x\,}, representado por {\displaystyle \pi _{1}(X,x)\,} é definido pelo conjunto das classes de homotopia dos lacetes centrados em {\displaystyle x\,} onde impomos a operação de grupo induzida pela operação justaposição: se {\displaystyle \gamma \,} e {\displaystyle \gamma '\,} são lacetes centrados em {\displaystyle x\,}, e {\displaystyle [\,\,]\,} indica a classe de homotopia, então {\displaystyle [\gamma ][\gamma ']=[\gamma *\gamma ']\,}.
Toda curva {\displaystyle \gamma \,} de {\displaystyle x\,} a {\displaystyle y\,} define um homomorfismo de grupos entre {\displaystyle \pi _{1}(X,x)\,} e {\displaystyle \pi _{1}(X,y)\,} por {\displaystyle \gamma _{*}[\alpha ]=[\gamma ^{-1}*\alpha *\gamma ],}. Este homomorfismo é inversível e logo, é um isomorfismo de grupos. Assim, quando {\displaystyle X\,} é conexo por arcos, o ponto base não tem qualquer influência no grupo fundamental, ou seja, {\displaystyle \pi _{1}(X,x)\,} é isomorfo a  {\displaystyle \pi _{1}(X,y)\,}, para quaisquer {\displaystyle x,y\in X}.

## Aplicações contínuas e homomorfismos
Se {\displaystyle f:X\to Y\,} é uma aplicação contínua tal que {\displaystyle f(x)=y\,}, então ela induz um homomorfismo {\displaystyle f_{*}\,} entre {\displaystyle \pi _{1}(X,x)\,} e {\displaystyle \pi _{1}(Y,y)\,} dado por {\displaystyle f_{*}[\gamma ]=[f\circ \gamma ]\,}. Se esta aplicação for um homeomorfismo, então o homomorfismo de grupos induzido é um isomorfismo. Um fato importante é que {\displaystyle f_{*}([\gamma ]*[\gamma ']=[f\circ \gamma ]*[f\circ \gamma ']\,}.

## Functorialidade
Seja {\displaystyle Top_{*}\,} a categoria dos espaços topológicos com base em um ponto. Isto é, a categoria cujos objetos são duplas {\displaystyle (X,x)\,}, onde o primeiro elemento é um espaço topológico e o segundo um ponto pertencente a ele, e os morfismos {\displaystyle f:(X,x)\to (Y,y)\,} são aplicações contínuas {\displaystyle f:X\to Y\,} tal que {\displaystyle f(x)=y\,}. Então {\displaystyle \pi _{1}\,} pode ser visto como um functor entre {\displaystyle Top_{*}\,} e {\displaystyle Grp\,}. Isso implica entre outras coisas que dois espaços topológicos conexos por caminhos com grupos fundamentais diferentes não podem ser homeomorfos.